# 槟城元
槟城元（英語：Penang dollar）是1786年-1826年槟城使用的货币。槟城元也被称为比索，1槟城元=100分，槟城元的汇率与西班牙银元相同。1786年东印度公司占领槟城后开始发行该货币。1826年槟城改用印度卢比，1印度卢比=48比索。后来英国殖民政府将槟城元改名为海峡殖民地元。
1786年-1788年发行了0.1分、0.5分、1分的铜币以及0.1分、0.25分、0.5分的银币。1800-1809年发行了1分锡币。1826年发行了0.5分、1分、2分的铜币，1828年又铸造一批铜币，不过当时印度卢比已取代槟城元。东印度公司为了方便和印度以及其他使用卢比的地区进行贸易而发行了这些货币。不过在贸易中商人仍信任并主要使用西班牙银元，因此东印度公司在1898年又启用了槟城元，并改名为海峡殖民地元。